# スタニスワフ・レシニェフスキ
スタニスワフ・レシニェフスキ（Stanisław Leśniewski, 1886年3月30日 - 1939年5月13日）はポーランドの論理学者。モスクワ近郊のセルプコフ生まれ。

## 生涯
ドイツ各地の大学で学んだ後、ルヴフ大学にてカジミェシュ・トヴァルドフスキ、ヴァツワフ・シェルピニスキ、ヤン・ウカシェヴィチらに学ぶ。1912年に提出された博士論文は、対象言語とメタ言語の区別に関する先駆的内容を含んでおり、後に彼の弟子となるアルフレト・タルスキの研究に大きな影響を与えた。また、このころ社会主義運動にも身を投じ、一時期ローザ・ルクセンブルクの助手を務めたこともあった。
数学基礎論への関心を強めていたレシニェフスキは、1918年にワルシャワ大学の数学の哲学講座担当講師に就任。オントロジー（Ontology）、メレオロジー（Mereology）、プロトテティック（Protothetic）の三つの体系からなる論理学を展開し、ルヴフ＝ワルシャワ学派における論理学研究をリードする存在となった。
1936年にはワルシャワ大学教授に就任したが、その三年後に甲状腺癌のため没した。